# Ulvestad-Variante
Die Ulvestad-Variante der Schacheröffnung Zweispringerspiel im Nachzuge (1. e4 e5 2. Sf3 Sc6 3. Lc4 Sf6) entsteht aus der Preußischen Partie (4. Sg5 d5 5. exd5) nach dem Zug 5. … b7–b5 und ist unter dem ECO-Code C57 klassifiziert.
Sie ist mit der Fritz-Variante 5. … Sd4 verwandt.
Der US-amerikanische Meister Olav Ulvestad führte 5. … b5 1941 in einem Artikel in Chess Review ein. Weiß hat nur eine gute Entgegnung. Schwach ist 6. dxc6 bxc4 7. De2 Dd5, bzw. 7. Sc3 Lf5. Daher sollte Weiß den Läufer bewegen. 6. Lxb5 Dxd5 7. Lxc6 Dxc6 führt nach 8. Df3 e4 9. Db3 Lc5 und 8. 0–0 Lb7 zu Kompensation für Schwarz.
Der beste Zug ist 6. Lc4–f1, da so der Bauer auf g2 gedeckt wird und Weiß auf 6. … Dxd5? 7. Sc3 erwidern kann.
Üblich ist es, mit 6. … Sc6–d4 in die Fritz-Variante überzugehen, was einen weiteren Vorzug von 6. Lf1 zeigt: Der Läufer wird vom Springer nicht angegriffen, wie es nach 6. Le2 der Fall wäre.
Daneben etablierte sich 6. … h7–h6 mit den Fortsetzungen 7. Sg5–f3 und 7. Sg5–e6.